# Willi Heeks
Willi Heeks (n. 13 februarie 1922 – d. 13 august 1996) a fost un pilot german de Formula 1 care a evoluat în Campionatul Mondial între anii 1952 și 1953.